# Thomas Vancaeyezeele
Thomas Vancaeyezeele (Caen, 27 luglio 1994) è un calciatore francese, centrocampista dei T.B. Rowdies.

## Carriera

### Club
Ha giocato tra la seconda e la quarta divisione statunitense e tra la quarta e la quinta divisione francese.

### Nazionale
Nel 2019 ha esordito in nazionale.

## Statistiche

### Cronologia presenze e reti in nazionale
| Cronologia completa delle presenze e delle reti in nazionale ― Guyana francese | Cronologia completa delle presenze e delle reti in nazionale ― Guyana francese | Cronologia completa delle presenze e delle reti in nazionale ― Guyana francese | Cronologia completa delle presenze e delle reti in nazionale ― Guyana francese | Cronologia completa delle presenze e delle reti in nazionale ― Guyana francese | Cronologia completa delle presenze e delle reti in nazionale ― Guyana francese | Cronologia completa delle presenze e delle reti in nazionale ― Guyana francese | Cronologia completa delle presenze e delle reti in nazionale ― Guyana francese |
| Data                                                                           | Città                                                                          | In casa                                                                        | Risultato                                                                      | Ospiti                                                                         | Competizione                                                                   | Reti                                                                           | Note                                                                           |
| ------------------------------------------------------------------------------ | ------------------------------------------------------------------------------ | ------------------------------------------------------------------------------ | ------------------------------------------------------------------------------ | ------------------------------------------------------------------------------ | ------------------------------------------------------------------------------ | ------------------------------------------------------------------------------ | ------------------------------------------------------------------------------ |
| 8-9-2019                                                                       | Basseterre                                                                     | Saint Kitts e Nevis                                                            | 2 – 2                                                                          | Guyana francese                                                                | CONCACAF Nations League 2019-2020 - Fase a gironi                              | -                                                                              |                                                                                |
| 10-10-2019                                                                     | Remire-Montjoly                                                                | Guyana francese                                                                | 0 – 0                                                                          | Grenada                                                                        | CONCACAF Nations League 2019-2020 - Fase a gironi                              | -                                                                              |                                                                                |
| 13-10-2019                                                                     | Saint George's                                                                 | Grenada                                                                        | 1 – 0                                                                          | Guyana francese                                                                | CONCACAF Nations League 2019-2020 - Fase a gironi                              | -                                                                              |                                                                                |
| 14-11-2019                                                                     | Belmopan                                                                       | Belize                                                                         | 2 – 0                                                                          | Guyana francese                                                                | CONCACAF Nations League 2019-2020 - Fase a gironi                              | -                                                                              |                                                                                |
| 17-11-2019                                                                     | Remire-Montjoly                                                                | Guyana francese                                                                | 3 – 1                                                                          | Saint Kitts e Nevis                                                            | CONCACAF Nations League 2019-2020 - Fase a gironi                              | -                                                                              |                                                                                |
| 6-7-2021                                                                       | Fort Lauderdale                                                                | Trinidad e Tobago                                                              | 1 – 1 dts (8 - 7 dtr)                                                          | Guyana francese                                                                | Qual. Gold Cup 2021                                                            | -                                                                              |                                                                                |
| Totale                                                                         |                                                                                | Presenze                                                                       | 6                                                                              |                                                                                | Reti                                                                           | 0                                                                              |                                                                                |